# Федър
„Федър“ (на старогръцки: Φαίδρος) е един от диалозите на Платон.

## Време на написване
Според повечето му изследователи, текстът може да бъде отнесен към късното творчество на автора. Довод за това твърдение е наличието на общи и подобни теми с други диалози на Платон от това време като „Държавата“ и „Пир“. Времето на написването трябва да се търси около 370 пр.н.е. Изследването на езика на диалога само потвърждава, че не става въпрос за ранно произведение.

## Участници
Участниците в диалога са двама преки и един косвен (Лизий). Това са Сократ и не съвсем младият Федър, на когото е наречен диалогът. Федър е син на Питокъл, родом от дема Миринунт, в Атина. За Федър не се знае много. Бил е беден човек, който обича да се занимава със слово. Споменат е в други диалози на Платон: в „Протагор“ за първи път, а в „Пир“ е виновник да се повдигне темата за любовта. Лизий присъства задочно, доколкото Федър използва негова реч в хода на диалога. Лизий е един от най-видните логографи за времето на Платон. Той е син на Цефал, този, в чийто дом се развива действието на „Държавата“. Лизий бил умел ретор и софист, запазена е неговата реч „За убийството на Ератостен“, която свидетелства за изключителните му умения.

## Място на действието
Диалогът „Федър“ се случва извън очертанията на град Атина, под сянката на чинар, на брега на река Илис. Вероятно мястото на диалога не е случайно. То влиза в диалогична връзка в две посоки. Веднъж поставя разговора между Сократ и Федър извън пределите на града, като го противопоставя на цитираната вътре в диалога реч на Лизий, която е създадена вътре в града. И втори път се свързва с демоните, за които се е смятало, че живеят по бреговете на реката и покровителстват човешките състояния, за които става въпрос в диалога.

## Особености
За разлика от „Пир“ и други диалози на Платон, във „Федър“, ни се поднася информация непосредствено при създаването ѝ. Читателят присъства, когато се случват събития, а не както често прави авторът, да научава за тях през няколко разказвача. Особеност за неподготвения по темата и творчеството на Платон може да се окажат примерите, които са в този, а и в другите диалози от същия автор. Любовните отношения се представят с примери включващи по-младо момче и по-възрастен мъж. Като цяло следва да се търси достигане до смислите, които са вложени от Платон отвъд конкретните примери и с толерантност към античния модел за любовно чувство.

## Теми и съдържание

### Структура
Хронологично на протичане на диалога големите теми са три: за любовта и любовната лудост, за душата, за реториката и диалектиката и писаната реч. Като смислово деление, диалогът има две (или три според различните изследователи) части. Важно е да се отбележи, че вътре в самия диалог, Платон дефинира истинското слово, чрез думите на Сократ:
| „ | Всяко слово трябва да бъде цяло и неделимо, като живо същество, със свое собствено тяло; не може да бъде лишено от глава и крака; но също така трябва да има сърцевина и обкръжаващи я прилежания, които са в съзвучие едно с друго, така както и с цялото тяло. | “ |

Един от изследователите на диалога, Е. Вилер, предлага кръгово и симетрично деление на диалога, според естетическите традиции на елинската архаика и класика. Според това деление, диалогът има сърцевина, в която попада второто слово на Сократ, преди нея са словото на Лизий и първата реч на Сократ, като глава, а „крака“ са двете подтеми в общирния финален разговор между Федър и Сократ за реториката и диалектиката, в самия финал за писаното слово. Частите на диалога съответстват една на друга в симетричен порядък и образуват кръгово разположено слово, а не линейно. В началото диалогът започва със споменаване на Лизий, който е свързан с ораторското изкуство, а в края се споменава името на Исократ. За разлика от Лизий, Исократ, който също е оратор, има интерес и към философията и по този начин се свързва с диалектиката. И така краят достига до началото, но то е вече друго начало, по-богато и претърпяло развитие в хода на диалога.

### Речта на Лизий
Докато вървят и разговарят, Сократ разпитва Федър от къде идва и какво му се е случило. Федър разказва за реч на Лизий, която е чул и от която е бил впечатлен, но отказва да я възпоризведе, защото претендира, че не я помни. Сократ го разобличава и се оказва, че оня крие под дрехата си речта на Лизий. Сократ кара Федър да прочете речта. Тя е по темата за любовта. Лизий построява съждение, в което доказва, че влюбеният е зависим от желанията на тялото си и в стремежа си да се харесва губи представа за добро и зло. Докато невлюбеният отдава приятелството си честно и открито. Любовта, според Лизий, е лудост и причинява силни желания, а оттам често и страдание. Според логографа за едно момче е по-подходящо да общува с невлюбен в него по-възрастен мъж, отколкото с влюбен в него. В заключение, се оформя тезата, че човек е по-добре да бъде невлюбен и да общува с невлюбени, така както ако е богат, е по-добре да споделя с по-бедните.

### Първа реч на Сократ
В своята първа реч в диалога Сократ повтаря тезите на Лизий, но добавя дълбочина. Още преди да започне словото си, той констатира, че Лизий се е чувствал несигурен в своето твърдение и заради това го е повторил два пъти под различна форма. Също така обръща внимание, че Федър се е наслаждавал, докато е рецитирал, но отбелязва, че това е защото написаното е по-скоро красиво, отколкото истинно. Преди да започне своето слово, Сократ покрива главата си, за да не се смущава от Федър, докато говори. Всъщност покриването на главата е жест, с който в Елада говорещият е давал знак, че не присъства лично в разговора, а божество използва тялото и гласа му, за да говори. Мястото, на което се води този диалог, бреговете на река Илис, е тъкмо такова, населено от демони и божества.
Сократ започва своето разсъждение, използвайки по-ранното твърдение, отбелязано във „Федон“, че у човека има две начала. Едното – вродено, е желанието за удоволствия, а другото е придобито и е свързано със стремежа към съвършенство. Когато двете са в синхрон, човек е щастлив, но се случва и да се разминават, тогава изпитваме страдание или сме обзети от безумие. Вроденото желание има различни проявления и превъплъщения. Понякога то е желание за храна и се нарича глад, понякога за течности и е жажда, а когато се касае за красота на тялото, се нарича любов. Следва анализ и разсъждение върху наблюдения от фазите в отношенията между невлюбено момче и влюбен в него по-възрастен мъж. Според Сократ влюбеният постъпва спрямо своята полза и нехае дали това е добро за обекта на страстта му. Така по-умният търси по-неумен от себе си, за да бъде силен и контролиращ. Същото става с богатия, с красивия. И не само че влюбеният търси своя противоположност, над която да доминира, но и бди у другия да не се случи развитие, за да не може той да повиши способността или качеството си и да осъзнае положението си. Така по-възрастният влюбен мъж пречи на момчето да получи образование, прави му неуместни и прекомерни комплименти, за да задържи вниманието му; отдалечава го постепенно от приятелите и роднините му, за да може да се разпорежда със самотата и слабостта му. Влюбеният се радва, когато обектът на желанието му страда или губи, защото точно тогава той може да го успокои или да му даде ефимерно усещане за сигурност и радост. Тук Сократ прави рязък обрат и посочва какво се случва в тази ситуация, когато влюбеният внезапно престане да бъде такъв. Тогава с възвърнат разум той вижда смешните си действия, но което е по-неприятно, сеща се за дадени от него обещания, които сега не може да изпълни. Тогава момчето, което не разбира какво се е случило, изпада в почуда и започва да преследва на свой ред този, който е бягал подире му. Заключението на Сократ е, че именно за да се избегне подобна ситуация, момчетата трябва да общуват на основата на приятелство и без любовно чувство. След края на словото Сократ има желание да си тръгне, усетил, че е извършил нещо нередно, но чува глас, който го спира. Сократ трябва да остане и да поправи грешката си: остава разбирането, че любовта не е хубаво нещо. Но любовта е божеството Ерос, а божеството не може да бъде нехубаво и недобро. Затова Сократ се готви да произнесе нова реч. Станало е обед и слънцето не се движи.

### Втора реч на Сократ
Във втората си реч Сократ има за цел да поправи грешката, която са направили произнеслите се дотук. И според двамата любовта е лудост и нещо лошо. Затова Сократ започва речта си с разграничаване на видовете лудост, които имат божествен произход:
- първият вид е тази лудост, в която когато изпадат, хората умеят да виждат в бъдещето и да разчитат знаци в заобикалящия ги свят за волята на боговете; тази лудост идва от Аполон и се свързва с прорицалището му в Делфи (там гадае Пития, седнала върху пукнатина в земята, от която излизала серниста пара), както и с това в Додона (светилище в сърцето на Пелопонес, където се гадаело по цвъртежа и летенето на свещените гълъби в клоните на дъбово дърво), на Зевс;
- вторият вид се свързва с освобождаването от зло в състояние на пълно изстъпление; тази лудост се свързва с Дионисий; Платон я обяснява така: отначало тази лудост била свързана с гадателската дарба, но оттам започнала да се проявява в служенето на боговете и в култа към тях; така тя се развила до способност да се очиства от проклятие или да се избавя в мистерия от завладялото тялото зло;
- третият вид е оная божествена лудост, която кара хората да създават поезия; тази лудост идва от Музите и хората, обладани от нея, биват едни, когато създават своите произведение и е възможно да бъдат съвсем други и обикновени, когато тя отстъпи от тях;
- четвъртият вид лудост е любовта; тя идва от Ерос, стария бог, този, който съществува от самото начало на съществуването; тази „лудост се дава от боговете за най-голяма сполука на човека“.

Оттук Платон казва, че за да се разбере лудостта, която е любов, трябва първо да се открие устройството на душата, както и да се определи какво е тя. Следва обширен пасаж от второто слово на Сократ, в което се изясняват и определят характеристиките и свойствата на душата. Душата е безсмъртна, казва Платон, защото е самодвижеща се. Още, тя е непроизводна, което я прави изначална. Тези неща, които нямат нужда от външна сила, не се раждат и не загиват, те са безсмъртни. Всяко тяло, което се движи от външна намеса, е неодушевено, а движеното от собствени сили е одушевено. Знаменитото определение на Платон, че душата е колесница, теглена от два коня и управлявана от колесничар, се намира точно в тази част на диалога „Федър“. Душата е колесница, която има колесничар, който е разумен и аналитичен, той трябва да се справя с емоционалността, която задвижва целия впряг. Там отпред са впрегнати един до друг два коня – единият, любим на колесничаря, е бял и хармоничен, с дълга шия и красиви форми, другият, непокорен, черен, набит и крив, не се подчинява и тегли впряга в своя посока. Преди да се върне на този образ и да разкаже как се случват в него различните състояния на душата, Платон разказва за прераждането.
Душата е лека, затова тя има крила, които я издигат нависоко. Когато спре да се храни с красота, крилата на душата губят своята сила и тя полита надолу, докато се залови за нещо твърдо – преражда се в тяло. Тогава ние виждаме тялото, което се движи от душата и можем да се заблудим, че тя е смъртна.

Всички богове имат колесници, с впрегнати два добри коня, освен Хестия, която стои в дома и пази. Първи е Зевс, а след него в 11 отреда са подредени другите богове и божества. Всички те се носят по небето в сфери, докато се завършат пълен цикъл и се приберат, за да почиват. Душите на хората се опитват да се свързват и да се движат заедно с тези на боговете, защото са привлечени от хармонията и красотата. От своя кръговрат на колесниците, боговете наблюдават отвъднебесната реалност: 
| „ | Онова място се заема от реалност, която действително е без цвят и без форма и към която, неосезаема и видима единствено за кормчията на душата, за ума, е насочено истинското знание. | “ |

В зависимост от това колко от истинската реалност е успяла да види душата, се случва и нейното прераждане. Тук Платон дава особена йерархична структура на обществото, според която душите се прераждат така:
1. философ или познавач на изкуствата;
2. справедлив цар или някакъв умел управник;
3. финансист;
4. спортист или лекар;
5. гадател;
6. поет или друг подражател;
7. занаятчия или земеделец;
8. софист или демамог;
9. тиранин.

Тази душа, която не е успяла да види нищо от отвъднебесната реалност, няма право да се прероди в живо същество в първото си прераждане. Колкото по-справедливо се живее, толкова по-добро ще бъде следващото прераждане. Но никоя душа няма крила, докато е в цикъла с прераждания, а той трае 10 000 г. Единствено онзи, който философства с чисти помисли, остава с окрилена душа. Всички души се стремят да видят повече от красотата на идеалния свят. Чрез образа на любимия човек те си спомнят за неща от онази най-красива реалност и биват обзети от любовна лудост, която ги тегли все към обекта на чувстото. Много малко души разбират какво се случва с тях, когато биват обзети от тази лудост, за повечето споемнът за божествената красота е твърде блед и те не знаят какво вършат. Тук във „Федър“ следва дълго описание на състояния и разкриване на механизми в поведението на влюбения, които с малко усилие могат да бъдат използвани и днес, след 2400 г., за да се обяснят психологически положения и проявления. Веднъж върнал се към началната тема за лудостта, Платон продължава със своя цикличен начин на разказване и започва да води тази част от диалога към нейния логичен край, а именно – началната тема. Драматичният ход на колесницата на душата е проследен в обширна част от финала на диалога. Черният кон изпада в любовна лудост, която разваля хода на цялата колесница и влиза в конфликт с колесничаря и белия кон. Въпреки тази песимистична картина, Сократ описва и нейната алтернатива, тогава, когато любовното чувство е светло и безтелесно, когато е насочено към чистата красота. Като такова, то окрилява душата и след смъртта на тялото ѝ помага да се въздигне и да продължи да пътува в света на светлината.

### Преход към разговора за диалектиката и реториката
След като завършва своето слово, маркирайки края със споменаване на името на Лизий, Сократ въвлича Федър в диалог. Като поанта той изтъква, че разликата между произнесеното сега и онова, което е написано от Лизий и прочетено преди малко слово е свързаността му с истината и метода на разглеждане на проблема. Лизий представя пред публиката своя теза, без да се грижи дали тя е добра или лоша, докато Сократ търси достигане до истинно положение чрез постепенно разгръщане на подобия и трансформации.
За преход към следващата тема, Сократ използва сравнението между своите две слова и това на Лизий.
Кое е това, което определя словото като добро или лошо?! Грозно и лошо слово не е ли онова, което служи за задоволяване на лична суета и убеждаване на мнозинството от хората в твърдение, което не е истинно. Срещу това, Сократ противопоставя своя начин на създаване на слово чрез разсъждаване и постепенно навлизане в дълбочината на темата, докато се достигне положение, което е истинно, защото е проверено в диалогизиране. В този преход между третата част и финалните две, Сократ разказва красивият мит за произхода на щурците, които били хора, които обичали да пеят много. От пеене не им останало време да се хранят и пият и измрели. Но Музите се смилили над тях и ги превърнали в щурци – животните, които с раждането си започват да пеят и пеят до самата си смърт.
След като достига до твърдението, че за да бъде едно слово красиво то трябва да е истинно, Сократ трябва да даде определение за истина. Защото иначе изкусният оратор би могъл да убеди незапознатия, че магарето е кон. Тук Сократ се оттласква от практиката в хелиеята да се печелят дела, не защото защитават истината, а защото човекът, който се е явил пред съда е речовит или е намерил добър логограф, който му е написал убедително слово. По този начин не остава никакво съмнение, че произнесеното от Федър в началото слово на Лизий, прочут логораф, е антитеза на всичко, което защитава и представя Сократ.

### Разговор за реториката и диалектиката
В сравнението, което Сократ кара Федър да направи между лизиевото слово и двете, които са току-що произнесени, се проявява основна разлика. Едното слово е създадено без конструкция и частите му следват в прозволен ред, а единственото нещо към което са отнесени е впечатлението, което ще направят на слушателя. Докато сократовото изказване тръгва от една теза, че любовта е лудост, след това преминава през определение на лудостта и накрая завършва с утвърждаване на конструкция с два вида любов и поне четири лудости. Така пътят за срваняване на двата типа говорене е открит. Диалектическото говорене събира различни неща и се опитва да ги подреди според подобието им, да ги постави във връзка едно с друго. Но не само това. Влизайки във всяко едно по отделно, това говорене разглежда вътрешните части и внимателно ги съотнася с целия клас, в който попада предмета. За разлика от ораторското слово, което не се занимава със същността на нещата нито с проблема за истината в тях, а само търси ефекта от силата на словото и убеждението. В едрия клас на ораторското говорене, Сократ разделя два подвида – представител на едното ораторско изкуство е Лизий, а на другото Перикъл. Ораторското изкуство трябва да бъде насочено към познаването на хората, за които е предназначено. Освен това то не може да не бъде свързано с истината. Според Сократ Лизий избира тема, построява съждение, че любовта е лудост и е лоша, а след това без оглед дали това е вярно или не, търси ефекти и обрати, с които да утвърди у слушателя това. Словото е насочено не към тялото, а към душата, казва Сократ. Тогава се иска познаване на душата и на различните видове душа, за да може да се построяват и различни видове слова. Майсторите на ораторски слова имат това познание, макар да не го признават и защото го имат умеят да поризнасят и съставят речи в съда, които имат успех:
| „ | По начало в съдилищата човек го е грижа не за истината, а за правдоподобието... | “ |

### За писаното слово
В началото Сократ разказва мит за създаването на писаното слово. Бог Тевт предоставил на цар Тамуз, който управлявал в Египетската Тива, намереното от него, край Навкратис изкуство да се пише. Царят благодарил, но определил дара като по-скоро непригоден и вреден. Писаното слово, според него, вреди, защото погубва паметта и само става памет за идните поколения. Но като такава подвластна някому памет, то може да пренесе във времето не това, което се е случило или е истина, а което умеещият да пише поиска. Сократ сравнява писаното слово с живописта, което като нея е нямо и не диалогично.
С това диалогът завършва. Явяващата се спорна с тезата си и странна със засягането си тема за писаното слово следва да свържем с фоновия пласт в диалога. Основните теми, които са изложени пряко са тези за любовтта, лудостта и безсмъртието на душата. Изложението им става чрез противопоставяне и оттласкване. Като постоянен фон, през целия диалог протича спорът между ораторското изкуство, което само убеждава и диалектическото, което чрез търсене на истината и разбиране за причастността на едно към друго и устройството на всяко едно или друго убеждава. Писаното слово се свързва директно с ораторското изкуство и лизиевата реч е образец. Докато диалектическото изкуство е живо и възможно само в разговора, в непрекъснатото влизане и излизане в проблематиката. Въпреки това свое твърдение, Платон се старае да запише своите диалози.